# Jaraguá do Sul
Jaraguá do Sul är en stad och kommun i Brasilien och ligger i delstaten Santa Catarina. Folkmängden i kommunen uppgår till cirka 160 000 invånare. Antalet invånare är 143 206.
I omgivningarna runt Jaraguá do Sul växer i huvudsak städsegrön lövskog. Runt Jaraguá do Sul är det ganska tätbefolkat, med 172 invånare per kvadratkilometer.